# تاموورث (دائرة انتخابية في المملكة المتحدة)
تاموورث (بالإنجليزية: Tamworth)‏ هي إحدى الدوائر الانتخابية في المملكة المتحدة الممثلة في مجلس العموم في برلمان المملكة المتحدة.
عضو البرلمان الذي يمثلها حالياً هو :Mr Brian Jenkins (Lab).